# 橋本町 (岐阜市)
橋本町（はしもとちょう）は、岐阜県岐阜市の町名。現行行政地名は橋本町1丁目から3丁目。郵便番号は500-8856（集配局:岐阜中央郵便局）。

## 地理
岐阜市中央部に位置し、東は高砂町、西は香蘭1丁目、南は加納愛宕町・加納水野町・加納富士町・加納栄町通・加納清水町、北は坂井町・福住町・吉野町に接する。

## 世帯数と人口
2025年（令和7年）4月1日現在の世帯数と人口は以下の通りである。
| 町丁        | 世帯数  | 人口  |
| ----------- | ------- | ----- |
| 橋本町1丁目 | 0世帯   | 0人   |
| 橋本町2丁目 | 249世帯 | 410人 |
| 橋本町3丁目 | 64世帯  | 132人 |
| 計          | 313世帯 | 542人 |

## 学区
市立小・中学校に通う場合、学区は以下の通りとなる。
| 地域 | 小学校                   | 中学校             |
| ---- | ------------------------ | ------------------ |
| 全域 | 岐阜市立徹明さくら小学校 | 岐阜市立本荘中学校 |

## 歴史

### 町名の由来
現在の岐阜駅付近の土地を取得し、駅の移転に尽力した橋本忠次郎の名による。

### 沿革
- 昭和初期 - 稲葉の一部より、橋本町が成立[6]。
- 1955年（昭和30年）2月28日 - 高砂町・神田町・加納西広江町・金町・吉野町・真砂町との間で境界を変更。木ノ本町・加納坂井町の各一部を編入し3丁目を新設[6]。
- 1956年（昭和31年）12月22日 - 真砂町・加納坂井町・木ノ本町の各一部を編入、一部が新栄町となる[6]。

## 施設

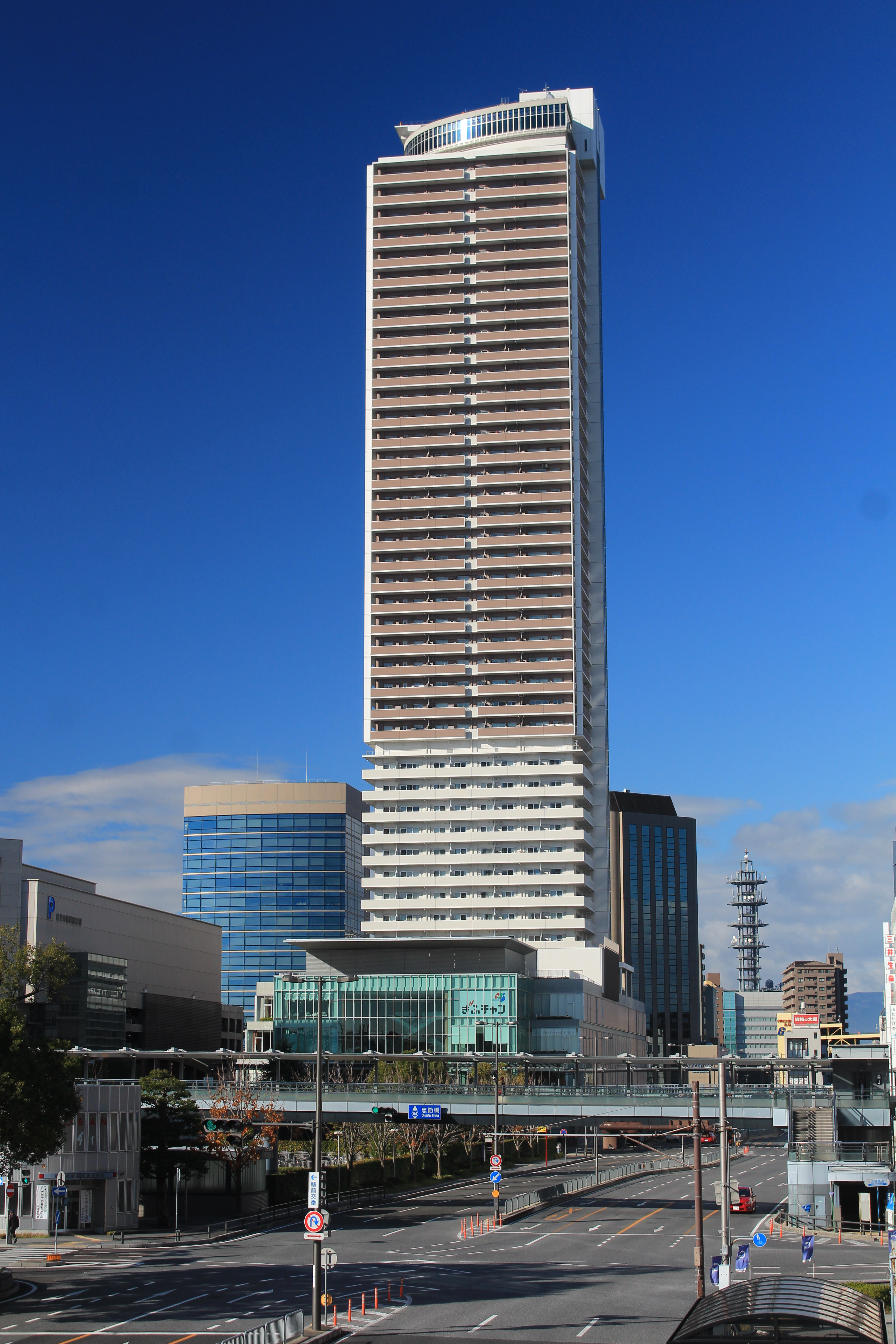
岐阜シティ・タワー43
  - 岐阜放送本社
- 朝日大学病院
- ぎふ国際高等学校
- じゅうろくプラザ
- アクティブG
  - 岐阜調理専門学校
  - 岐阜公証人合同役場
- 濃飛ビル
- 濃飛ニッセイビル
- 岐阜中警察署駅前交番

- 岐阜シティ・タワー43

## 交通
- JR東海道本線・高山本線 岐阜駅